# Mitimele
Le Mitimele (ou Mitemele) est une rivière située dans la province du Litoral en Guinée équatoriale. Il fait partie de l'estuaire de Muni avec les rivières Congue, Mandyani, Mitong, Utamboni et Mven,.